# Крестьянское восстание в Корее (Тонхак)
Крестьянское восстание в Корее (восстание Тонхак) (кор. 동학 농민 운동, тонъхак нонъмин ундонъ) — одно из крупнейших вооружённых антиправительственных крестьянских выступлений в Корее, произошедшее в 1893—1895 годах, и направленное также против засилья иностранцев в этой стране.

## Первая фаза восстания
Причиной для начавшегося в 1893 году восстания стало наступившее после заключения неравноправного японо-корейского Канхваского договора 1876 года засилье в Корее японской дешёвой промышленной продукции, разорявшей местных городских ремесленников. К этому добавилось и стремительное дорожание продуктов питания, в огромных количествах вывозимых в Японию. Особенно пострадали от такой экономической ситуации южные провинции Кореи, где японское влияние было наиболее сильно.
Непосредственным толчком для начала восстания послужили неурожаи, вызвавшие голод и обнищание крестьянского населения — в первую очередь на юге страны. Идеологическим обоснованием его стало учение Тонхак (в пер. — «Восточное учение»), проповедовавшее равенство всех людей на земле и право каждого быть счастливым. Именно духовные руководители Тонхак, выходцы из корейского дворянства, и возглавили это крестьянское движение. Восстание вспыхнуло в январе 1893 года на юге Кореи и вначале вылилось в спонтанные нападения групп голодных крестьян на местных помещиков-янбанов и японских купцов. Восставшие уничтожали и грабили их имущество и дома, жгли долговые обязательства, распределяли среди нуждающихся запасы зерна. Центром восстания стал уезд Чхонджу в провинции Чхунчхондо.
К весне 1893 года восстание распространилось на центральные провинции Кореи, а затем и на её север. Напуганное королевское правительство, решив в чём-то пойти навстречу восставшим, сместило губернатора провинции Чхунчхондо и послало к крестьянам королевский манифест, в котором обещалось прощение всем участникам мятежа и различные льготы в случае прекращения смуты. Однако восставшие не пошли на уступки. Тогда 23 мая 1893 года правительство отправило против крестьян крупные военные отряды, которые нанесли восставшим решительное поражение. Такому исходу способствовала соглашательская позиция руководства секты Тонхак, которое склонялось скорее к переговорным, петиционным методам для достижения поставленных восставшими целей.

## Вторая фаза восстания
В январе 1894 года началось новое восстание в Корее, в провинции Чолладо. Его возглавил мелкий чиновник Чон Бонджун, организовавший крестьянскую армию, штаб которой разместился на горе Пэксан в уезде Тхэин. Кроме крестьян, в отряды тонхаков вступали и другие патриотически настроенные корейцы — купцы, учёные-конфуцианцы, представители обедневшего дворянства, мелкие и средние чиновники и др. В конце мая 1894 года восставшие контролировали уже 9 уездов провинции Чолладо и их число составляло несколько тысяч человек. Они жгли помещичьи усадьбы, уничтожали арендные договора, громили правительственные склады и раздавали населению продовольствие. К началу июня восстание перекинулось на ряд уездов провинции Чхунчхондо.
Вновь прибегнув к военной силе, королевское правительство отправило в провинцию Чолладо войска, расположившиеся первоначально у города Чонджу. К моменту прибытия столичных войск местные войска и приданные им дружины, сформированные из странствующих купцов-побусанов, были дважды разбиты повстанцами — 8.05.1894 у горы Пэксан и 11.05.1894 у перевала Хвантхохён. Командующие правительственных войск И Конян и И Гёнхо погибли в боях. Потери правительственных войск составили более 1000 человек убитыми и раненными. Хон Гехун был вынужден выступить из Чонджу на помощь разбитым войскам. Совершив обходной маневр и разбив 25.05.1894 передовой отряд карателей (300 человек, 1×75 мм орудие Круппа, 1 картечница Гатлинга) под командованием И Хаксына у Чансона и захватив его артиллерию, повстанцы обошли главные силы карателей и захватили Чонджу 31.05.1894. Срочно вернувшийся к Чонджу Хон Гехун укрепился на горах Вансан и Тагасан к югу от города и начал артобстрел крепости. Вскоре подошли подкрепления, направленные Хон Гехуну из Пхёньяна. Повстанцы оказались окруженными с юга правительственными войсками и не осмелились продолжить наступление на Сеул. Неоднократные попытки прорваться из Чонджу на юг привели лишь к огромным жертвам среди повстанцев. Был ранен и сам Чон Бонджун (в ногу и голову). Однако Хон Гехун не имел достаточных сил для успешного штурма крепости. Чувствуя свою неспособность самостоятельно справиться с восставшими, корейское правительство обратилось в начале июня 1894 года за помощью к цинскому Китаю, вассалом которого Корея являлась с 1637 г. Китай отправил в Корею для подавления восстания экспедиционный корпус под командованием чжилийского тиду Е Чжичао (около 2,5 тысяч солдат и офицеров при 8 орудиях). В лагерь повстанцев прибыл правительственный эмиссар О Сеён, который во время переговоров сообщил, что в Асане уже высадились цинские войска, а в Сеул вошли японцы. Тогда повстанцы предложили перемирие. Хон Гехун с готовностью принял это предложение. В результате последовавших вслед за этим переговоров враждующие стороны согласились на заключение перемирия на следующих условиях, известных как «12 статей по исправлению плохого управления»:
1. Сотрудничество тонхаков и правительства в решении вопросов управления
2. Изгнание со службы коррумпированных чиновников
3. Наказание деспотичных богачей
4. Наказание нерадивых в учении конфуцианцев и янбан
5. Сожжение документов относительно рабов
6. Улучшение отношения к 7 категориям «подлых людей» (скотобои, мясники, скорняки, корзинщики, актёры, гадатели, монахи)
7. Разрешение вдовам выходить замуж
8. Отмена разных неопределенных налогов
9. Назначение на службу по способностям, отмена [назначений] по происхождению
10. Строгое наказание тех, кто имел связи с японцами
11. Прощение государственных и частных долгов
12. Распределение земли поровну

11.06.1894 по соглашению с правительством, отряды тонхаков покинули Чонджу и отошли к Сунчхону, где была устроена ставка Чон Бонджуна. 14.06.1894 Чон Бонджуна посетили представители японского национал-патриотического общества «Гэнъёся» во главе с Утида Рёхэем и Ёсикура Осэем. Пытаясь подчинить руководство движением и использовать его в интересах Японии, они предложили тонхакам финансовую и военно-техническую помощь, но Чон Бонджун остался верен принципам выдвинутых движением лозунгов и не принял помощи от врагов. Японская делегация была вынуждена удалиться в Пусан, не добившись никаких результатов. 

Из всех перечисленных выше требований восставших корейское правительство выполнило лишь одно, касавшееся реформы местного самоуправления, создав новые уездные самоуправления — чипкансо, куда вошли и представители восставших. Поэтому крестьяне продолжали самовольно делить земельные участки, громить зерновые склады и раздавать их содержимое, освобождать из тюрем заключенных туда за неуплату долгов и налогов, и т. д. Вакуум власти привел к распространению грабежей и насилий, причем многие бандиты выдавали себя за тонхаков, чем дискредитировали движение в глазах населения.

Воспользовавшись вводом в Корею цинских войск, Япония также направила в Корею свои войска, и в августе 1894 года объявила Китаю войну (Японо-китайская война (1894—1895)), в ходе которой заняла всю территорию Кореи.
В сентябре 1894 года повстанцы контролировали значительную часть Кореи — провинции Чолладо, Чхунчхондо, Кёнсандо и Кёнгидо на юге, и провинции Хамгёндо и Хванхэдо на севере страны. Организовав партизанские отряды из крестьян, ремесленников и бывших солдат правительственных войск, они нанесли королевской армии несколько ощутимых поражений и в октябре 1894 года подошли непосредственно к столице Кореи, Сеулу, занятому японскими войсками. Наступление крестьянской армии удалось остановить после прибытия воинских пополнений из Японии. В ноябре-декабре 1894 года соединённым силам японской оккупационной армии и корейских правительственных войск удалось разбить повстанцев у Конджу и перейти в контрнаступление. 11 дней затем длилась оборона города Нонсан (кор. 논산, кит. трад. 論山) — последнего опорного пункта восставших. В декабре 1894 года обладавшим огромным военно-техническим преимуществом японцам удалось в целом подавить восстание. Однако сопротивление отдельных партизанских групп повсеместно продолжалось ещё весь 1895 год. После убийства королевы Мин Мёнсон большая часть уцелевших тонхаков влилась в антияпонские отряды Ыйбён, поскольку привлекательность лозунгов тонхаков для населения значительно уменьшилась, и на первое место вышла проблема изгнания японцев.
В ответ на восстание корейское правительство начало реформы года Кабо.